# Selvik (Sande)
Selvik este o localitate din comuna Sande, provincia Vestfold, Norvegia, cu o suprafață de 1,4 km² și o populație de 2.416 locuitori (2013).